# Spektr-RG
Spektr-RG (russisch für elektromagnetisches Spektrum + Röntgenstrahlung + Gammastrahlung; auch Spectrum-X-Gamma, SRG, SXG genannt) ist ein russisch-deutsches Weltraumobservatorium und ein Forschungsprojekt der Röntgenastronomie. Es wurde am 13. Juli 2019 mit einer Proton-M-Rakete vom Kosmodrom Baikonur gestartet und ging im Oktober 2019 in Betrieb.

## Missionsziele
Das Ziel der Spektr-RG-Mission ist eine wesentlich detailliertere Kartografierung von Röntgenquellen, als sie mit bisherigen Teleskopen möglich war. Man erwartet die Entdeckung von über 100.000 Galaxienhaufen und von zirka drei Millionen supermassereichen Schwarzen Löchern. Die gewonnenen Daten sollen auch neue Erkenntnisse über die vermutete Dunkle Energie und Dunkle Materie beziehungsweise die Expansion des Universums ermöglichen.

## Instrumente
Das Hauptinstrument der Mission ist das Röntgenteleskop eROSITA, gebaut und betreut vom Max-Planck-Institut für extraterrestrische Physik (MPE) in Deutschland. Seine Aufgabe ist eine Röntgendurchmusterung des Himmels, die erstmals in einem Spektralband von 0,3 bis 11 keV stattfindet.
Als zweites Instrument ist ART-XC an Bord, ein russisches Hochenergie-Röntgenteleskop im Bereich 5–30 keV. Dieses Instrument und das Raumfahrzeug selbst wurden unter der Leitung des Instituts für Weltraumforschung der Russischen Akademie der Wissenschaften (IKI RAN) gebaut.
Die Instrumente wurden in einen „Navigator“-Satellitenbus integriert.
|                                                    | eROSITA                                           | ART-XC          |
| -------------------------------------------------- | ------------------------------------------------- | --------------- |
| Organisation                                       | Max-Planck-Institut für extraterrestrische Physik | IKI / WNIIEF    |
| Teleskoptyp                                        | Wolter                                            | Wolter          |
| Masse                                              | 815 kg                                            | 350 kg          |
| Empfindlichkeitsbereich                            | 0,3–11 keV                                        | 5–30 keV        |
| Sichtfeld                                          | 0,81°²                                            | 0,3°²           |
| Winkelauflösung                                    | 18″                                               | 45″             |
| Effektive empfindliche Fläche / bei Energie Anm. 1 | 2400 cm² / 1 keV                                  | 450 cm² / 8 keV |
| Detektorfläche                                     | 28,8 mm × 28,8 mm                                 | 30 mm × 30 mm   |
| Leistungsaufnahme                                  | 405 W                                             | 300 W           |

 Die Stromversorgung von Spektr-RG erfolgt durch Solarzellen mit einer maximalen Leistungsabgabe von 1,8 Kilowatt. Die Datenübertragung zur Erde soll über das SC Flight Control Center in Moskau sowie die ESA-Bodenstationen in der Nähe des Raumfahrtzentrums Guayana (15-m-Antenne) und in Malindi (10-m-Antenne) mit einer Übertragungsrate von bis zu 2 Mbit/s stattfinden.

## Missionsverlauf
Nach dem Start am 13. Juli 2019 flog das Observatorium innerhalb von gut drei Monaten in die Nähe des Lagrange-Punkts L2 des Sonne-Erde-Systems, etwa 1,5 Millionen Kilometer außerhalb der Erdbahn. Dort wurde es am 21. Oktober 2019 in einem Halo-Orbit mit sechs Monaten Umlaufzeit und einem Bahnradius von maximal 400.000 km um den L2-Punkt stationiert. Es folgten Kalibrierung und Tests.
Nach Inbetriebnahme und Kommissionierung begann die vierjährige Hauptmission, dabei sollte es acht vollständige Himmelsdurchmusterungen mit eROSITA geben. Danach sollte ART-XC zweieinhalb Jahre lang ausgewählte Objekte und Regionen untersuchen.
Aufgrund des russischen Überfalls auf die Ukraine wurde gemäß einer Empfehlung eROSITA am 26. Februar 2022 in einen sicheren Zustand versetzt und die Klappe geschlossen. Bis dahin wurden vier komplette Durchmusterungen abgeschlossen. Die bis dahin gesammelten wissenschaftlichen Daten werden weiterhin ausgewertet. Am 16. November 2022 wurde eine komplette Überprüfung der Systeme von eROSITA eingeleitet, die sich über mehrere Monate erstrecken soll.